# Combat Rock
Combat Rock es el quinto álbum de la banda británica, The Clash lanzado el 14 de mayo de 1982. Fue el último álbum de la alineación clásica de la banda antes de la ida de Mick Jones y la expulsión de Topper Headon por su adicción a la heroína. Al igual que Sandinista!, su álbum anterior, Combat Rock incluye una amplia gama de estilos musicales.

## Historia
Combat Rock fue planeado originalmente como un álbum doble a emitirse junto a los trabajos que la banda había grabado para el supuesto futuro disco Rat Patrol from Fort Bragg, pero la idea fue abandonada luego de las discusiones que surgieron dentro del grupo con respecto al tema. La versión original producida por Mick Jones no fue lanzada al mercado hasta años después de la disolución de The Clash.
En el Reino Unido el álbum llegó a la posición # 2 en las listas de éxitos y en los Estados Unidos de América alcanzó el # 7 y, con el tiempo, se convirtió en disco de platino.
Al igual que con Sandinista!, el número de catálogo usado para el álbum, "FMLN2", fue un acrónimo de un partido político centroamericano de tendencia izquierdista. En esta ocasión, el referido fue el Frente Farabundo Martí para la Liberación Nacional de El Salvador.
En enero de 2000 el vinilo fue remasterizado y reemitido junto al resto de la discografía de la banda.

## Listado de temas
Todos compuestos por The Clash a menos que se indique.
1. "Know Your Rights" (Mick Jones y Joe Strummer) – 3:39
2. "Car Jamming" – 3:58
3. "Should I Stay or Should I Go" – 3:06
4. "Rock The Casbah" – 3:14
5. "Red Angel Dragnet" – 3:48
6. "Straight to Hell" – 5:30
7. "Overpowered by Funk" – 4:55
8. "Atom Tan" – 2:32
9. "Sean Flynn" – 4:30
10. "Ghetto Defendant" – 4:45
11. "Inoculated City" – 2:38
12. "Death Is a Star" – 3:08

## Personal
- Joe Strummer – voz principal y coros, guitarra principal
- Mick Jones – voz principal y coros, guitarra rítmica
- Paul Simonon – bajo y coros
- Topper Headon – batería, piano y bajo en # 4

### Músicos adicionales
- Allen Ginsberg - coros en "Ghetto Defendant"
- Futura 2000 - coros en "Overpowered by Funk"
- Ellen Foley - coros en "Car Jamming"
- Joe Ely - coros en "Should I Stay or Should I Go"
- Tymon Dogg - piano en "Death Is a Star"
- Tommy Mandel (como Poly Mandell) - sintetizador en "Overpowered by Funk"
- Gary Barnacle - saxofón en "Sean Flynn"
- Kosmo Vinyl - voz en "Red Angel Dragnet"